# The Bum Bandit
The Bum Bandit (El bandido chapucero, holgazán, vagabundo) es un corto de animación estadounidense de 1931 de la serie Talkartoons. Fue producido por los estudios Fleischer y distribuido por Paramount Pictures. La estrella del corto era Bimbo, apareciendo también el prototipo canino de Betty Boop.

## Argumento
Bimbo es un forajido de dudosa puntería que decide atracar un tren. Betty Boop viaja en él y al percatarse de la situación insta al maquinista a que detenga el convoy. El bandido hace bajar a todos del tren, conminándoles a que se desprendan de sus más valiosas pertenencias. El miedo entre los pasajeros es notorio.
De repente, desciende del tren un barbudo cowboy que se le enfrenta valientemente. Tras la barba se  oculta Betty Boop, quien le canta "Dangerous Nan McGrew", resultando ser su esposa y madre de su extensa prole, a quienes había abandonado para dedicarse a sus fechorías.

## Realización
The Bum Bandit es la decimonovena entrega de la serie Talkartoons (dibujos animados parlantes) y fue estrenada el 4 de abril de 1931.
La canción "Dangerous Nan McGrew" pertenece a la película homónima de 1930, donde la canta Helen Kane.
La voz de Betty pertenece a Harriet Lee, conocida cantante de radio de la época, quien prestó su voz para Betty únicamente en este corto.